# María Fernanda Rodríguez
María Fernanda Rodríguez es una profesora universitaria y activista venezolana. Rodríguez ha sido miembro de la Fundación Futuro Presente y del programa de formación Lidera, además de directora ejecutiva de la organización no gubernamental Sinergia.

## Vida
Rodríguez ha sido miembro de la Fundación Futuro Presente y del programa de formación Lidera, además de directora ejecutiva de la organización no gubernamental Sinergia y profesora de la Universidad Metropolitana, en Caracas.

### Arresto
El 27 de enero de 2023, durante la visita a Venezuela del Alto Comisionado de las Naciones Unidas para los Derechos Humanos, Volker Turk, María Fernanda fue detenida por funcionarios del Cuerpo de Investigaciones Científicas, Penales y Criminalísticas (CICPC) en la Universidad Metropolitana, cuando había llegado para dar clases. La detención fue denunciada por organizaciones no gubernamentales como PROVEA, Acceso a la Justicia, el Centro de Justicia y Paz (Cepaz) y CIVILIS DDHH. Rodríguez fue liberada horas después.